# Awasasee
Der Awasasee (amharisch አዋሳ ሐይቅ, Awasa Hayk') ist ein See in Äthiopien, gelegen im Rift Valley rund 200 Kilometer südlich von Addis Abeba. 

## Beschreibung
Der See ist 16 Kilometer lang und 9 Kilometer breit, mit einer Fläche von 88 Quadratkilometern. Er hat eine maximale Tiefe von 22 Metern und ist auf einer Höhe von 1680 Metern gelegen.

## Erforschung
Da er relativ leicht zugänglich für Wissenschaftler ist, ist der See der bestuntersuchte der Rift-Valley-Seen in Äthiopien. Laut William Taylor, einem Mitglied der Afrikanische Seen und Flüsse Research Group an der University of Waterloo: „Der Awasasee ist, trotz der fehlenden Möglichkeit eines Abflusses, im Wesentlichen ein Süßwassersee (die Leitfähigkeit ist variabel, aber weniger als 1000 µS), was darauf hinweist, dass er einen unterirdischen Abfluss haben muss.“
Der Awasasee ist polymiktisch, obwohl Zeiträume der Schichtung in der trockenen Jahreszeit auftreten. Es stellt sich schnell Sauerstoffmangel unter der Sprungschicht ein, wenn Schichtung auftritt. 